# Pasport
Pasport má v technicko-správním oboru více významů: 
- dokument uvádějící technické, ekonomické či funkční parametry nějakého objektu, např. zařízení, stroje,[1] nebo např. podniku, areálu, dokumentace stavby aj.
- evidence hmotného a/nebo nehmotného majetku pro jeho efektivní provoz, údržbu a modernizaci, často ve formě databáze

Pasport stroje, strojního zařízení, technologické linky apod. je jejich detailní technický popis, nazývaný též „karta stroje“ nebo „technický strojní pasport“. Pasport může být popis architektury stavby, doklad o vybavenosti, informace o technických parametrech, stavu, způsobu použití apod.
Stavební pasport je detailní technický popis stavby, technický pasport pak je popis technického vybavení například budovy.
Pasportizace je proces podobný inventarizaci, při kterém však vedle samotné existence prvku a jeho správného umístění je sledována celá řada dalších informací, například skutečný stav, opotřebení apod.
Účelem je sledování životního cyklu majetku, správa a optimalizace jeho využití. Daná evidence je pak podkladem pro zodpovědné rozhodování při hospodaření s majetkem a optimalizace nákladů na jeho provoz, údržbu a rozvoj.
V souvislosti s geografickými informačními systémy nebo oblastní údržbou se pasportem často rozumí prostorově uspořádaný seznam nějakých zařízeních včetně technických a servisních informací o jednotlivých prvcích: typicky například pasport veřejného osvětlení, dopravního značení, městského mobiliáře, pozemních komunikací atd. Například pasport pozemních komunikací obsahuje mapovou i tabulkovou část, kde jsou uvedeny podrobné informace o každé komunikaci, o jejím příslušenství (mosty, lávky, odvodnění apod.), záznamy o měření a prohlídkách atd.
Pro vedení pasportní evidence jsou s výhodou používány informační systémy na bázi relačních databází. V případě územně lokalizovatelných objektů lze využít geografických informačních systémů (GIS), které kromě databázových vztahů přinášejí do této evidence i vztahy prostorové.
Geograficky zaměřené pasporty využívají standardizované formáty dat a umožňují interoperabilitu s dalšími systémy, poskytují uživatelům možnost opakovaného použití informací, koordinaci a sdílení informací efektivním a účinným způsobem. Optimálním řešením je internetová aplikace s mapovým klientem, která zprostředkovává tento informační zdroj prostřednictvím webových technologií, bez výrazných nároků na klientskou pracovní stanici.